# ダグラス・ビエイラ
ダグラス・ビエイラ（Douglas Vieira 1960年6月17日- ）は、ブラジルのロンドリーナ出身の柔道選手。階級は95kg級。身長170cm。

## 人物
1984年のパンナム選手権95kg級で2位になった。ロサンゼルスオリンピックでは決勝で韓国の河亨柱に敗れたが銀メダルを獲得した。1986年の嘉納杯では3位だった。

## 主な戦績
- 1984年 - パンナム選手権　2位
- 1984年 - ロサンゼルスオリンピック　3位
- 1985年 - アメリカ国際　　無差別　3位
- 1986年 - 嘉納杯　3位
- 1993年 - アメリカ国際　　無差別　3位